# E429 (trasa europejska)
E429 – trasa europejska kategorii B wiodąca z miejscowości Tournai do Halle. Długość trasy wynosi 75 km.
Przebieg trasy: Tournai - Halle